# 蔡甸街道
蔡甸街道，是中华人民共和国湖北省武汉市蔡甸区下辖的一个乡镇级行政单位。

## 行政区划
蔡甸街道下辖以下地区：
正街社区、河街社区、新福社区、三义社区、工农社区、马号社区、跃进桥社区、龚家岭社区、五层街社区、茂源社区、新农社区、军工社区、五星村、石洋村、独山村、孙家畈村、成功村、马家渡村、永利村、高庙村、国利村、华利村、华林村、姚家林村、西屋台村、马鞍村、易家岭村、集贤村、唐河村、夏家咀村、红庙村、红光村、么铺村、狮子岭村、什湖村、会子湾村、新农村、新村、宋湾村、田湾村、彭家山村、大山口村、黄陵村、三官村、城头村、新天村、铁铺村、新庙村、建新村、同心村、齐联村、蔡甸村、茂林村和汉乐村。